# Eva Maria Palau i Gil
Eva Maria Palau i Gil   (Barcelona, 1961) és una metgessa i política catalana. Llicenciada en medicina.
Va ser militant d'Unió Democràtica de Catalunya des de 1989 i fins a 2015. Fou escollida diputada per la circumscripció de Girona a les eleccions al Parlament de Catalunya de 1995 dins les llistes de CiU. Després de ser cap del servei d'urgències de Clínica Girona fou nomenada regidora d'Educació, Esports i Salut de l'Ajuntament de Girona per Marta Madrenas Mir en 2019.